# Centro de Convenciones Bicentenario
El Centro de Convenciones Metropolitano de Quito (CCMQ), también conocido como Centro de Convenciones Bicentenario, es un complejo de edificios de propiedad municipal que constituye el principal centro de convenciones de la ciudad de Quito, Ecuador. El conjunto está ubicado en los predios de la terminal del antiguo Aeropuerto Mariscal Sucre, rodeado por el parque Bicentenario, en la parroquia de La Concepción, al norte de la capital ecuatoriana.

## Proyecto
El proyecto se construyó en un área de 11,4 ha y estará a cargo de las empresas Aecon Group Inc y ADC, principales accionistas de Quiport, la organización que administra el Aeropuerto Internacional Mariscal Sucre en Tababela. Cuenta con un centro de convenciones de 16.400 m², con capacidad para más de 10.000 personas en diferentes salas, la más grande de ellas diseñada para un público de 4.000 personas, y apunta a que la capital ecuatoriana se convierta en un importante escenario internacional de congresos y convenciones.
Además, a futuro el proyecto contará con recinto ferial, oficinas, cáterin, bodegas y áreas complementarias como mediateca, salas de cine especializadas, centro interactivo cultural, dos torres de hoteles, centro de negocios, comercio y restaurantes, arena de espectáculos, estacionamientos, jardín botánico y áreas verdes. Se prevé también la recuperación de la torre y terminal originales del antiguo Aeropuerto Mariscal Sucre.

## Historia

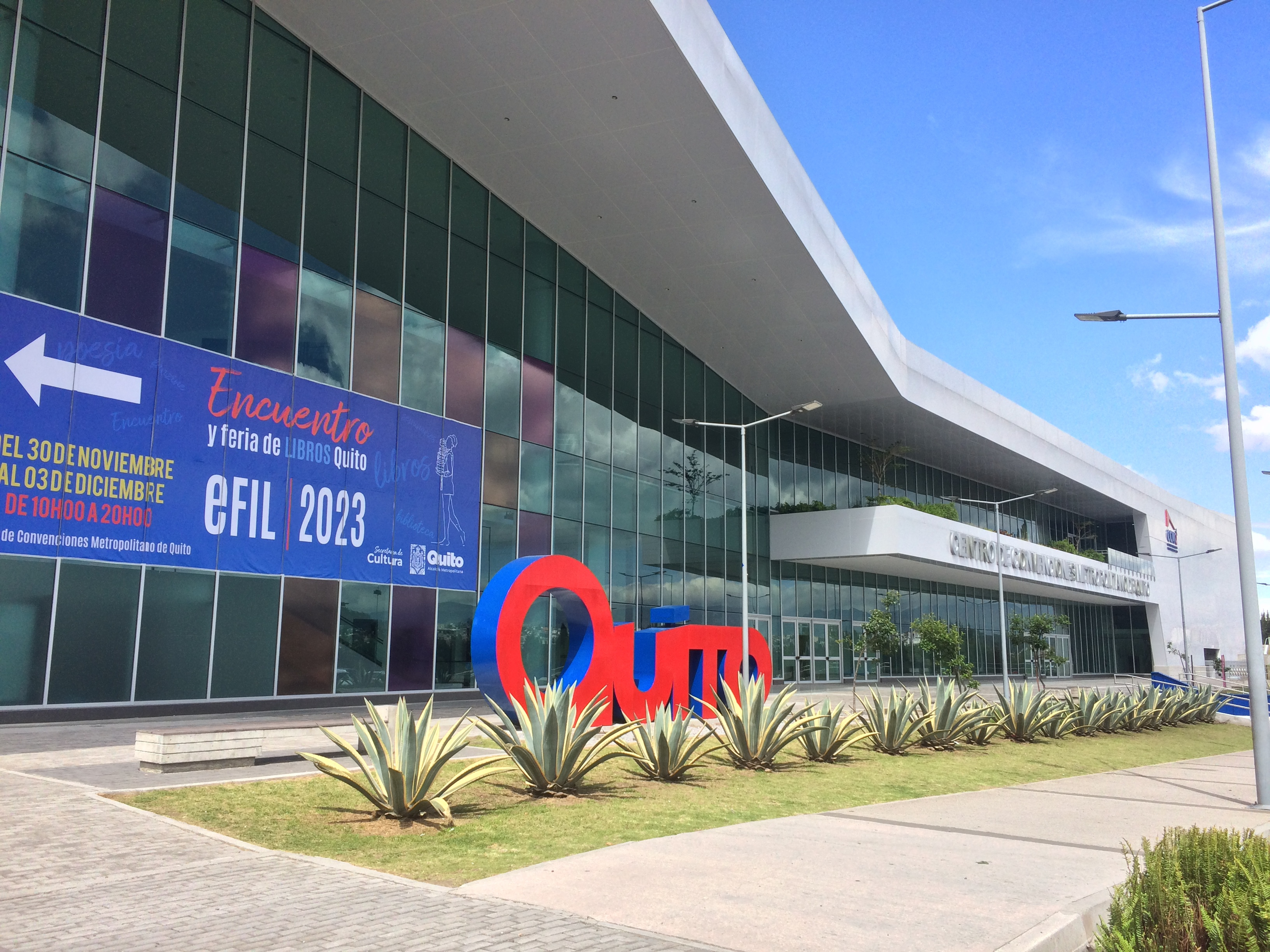
CCMQ, entrada sur.

### Antecedentes
El 13 de julio de 2015 se hizo la presentación del diseño escogido para el edificio del centro de Convenciones, cuyo costo ascendería a 15 millones de dólares americanos, cubiertos y donados totalmente por Aecon Group Inc como parte del legado de esa empresa para con la ciudad. El 30 de octubre del mismo año se realizó el primer debate sobre el proyecto en el Concejo Metropolitano de la ciudad, dando como resultado la aprobación del mismo. El 27 de noviembre, en cambio, se realizó un segundo y definitivo debate donde se aprobó lo referente al uso de suelo.

### Construcción e inauguración
El complejo comenzó a construirse en abril de 2017, y para el mes de octubre del mismo año llevaba un avance del 45%. El edificio del Centro de Convenciones fue inaugurado el 19 de septiembre de 2018 con el evento Expoflor Ecuador, en el que participaron 126 expositores, entre los que se encontraban 86 fincas productoras y trece obtentores, exhibiendo casi 600 tipos de flores entre rosas, hortensias y orquídeas.